# Nodar Ahalkaci
Nodar Ahalkaci, grúzul: ნოდარ ახალკაცი (Tbiliszi, 1938. január 2. – Tbiliszi, 1998. január 24.) grúz labdarúgó, csatár, edző.

## Pályafutása

### Játékosként
1957 és 1959 között az SZKA Tbiliszi, 1960 és 1966 között a Lokomotivi Tbiliszi labdarúgója volt.

### Edzőként
Az aktív játék befejezése után utolsó klubjánál, a Lokomotivi Tbiliszi csapatánál lett vezetőedző 1970-ig. 1974–75 között a Dinamo Tbiliszi csapatigazgatója, majd 1976 és 1983 között a vezetőedzője volt, ahol egy szovjet bajnoki címet és két kupagyőzelmet ért el. Az 1980–81-es idényben KEK-győztes lett a csapattal. 
Közben, 1981–82-ben Konsztantyin Beszkov szövetségi kapitány munkáját is segítette a szovjet válogatottnál. 1985–86-ban ismét a Dinamo Tbiliszi szakmai munkáját irányította.

## Sikerei, díjai

### Edzőként
Dinamo Tbiliszi
- Szovjet bajnokság
  - bajnok: 1978
  - 2.: 1977
- Szovjet kupa
  - győztes (2): 1976, 1979
  - döntős: 1980
- Kupagyőztesek Európa-kupája (KEK)
  - győztes: 1980–81